# Рут (біблійна особа)

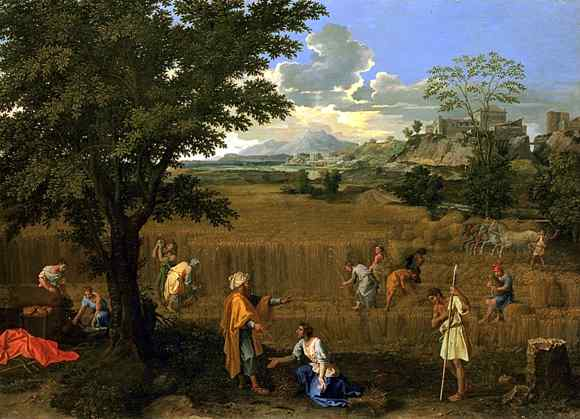
Пуссен, Рут і Вооз, 1660—1664

Рут або Руф (староцерк.-слов. Роуѳь, івр. רות) — відома біблійська праведниця, ім'ям якої названа одна з книг Біблії. Життя її проходило в останні роки неспокійного періоду Суддів. Родом моавитянка, вона настільки прив'язалась до своїх нових родичів з боку чоловіка (єврея з Вифлеєма), що після його смерті не захотіла розлучатися зі свекрухою Ноемою (Наомі), прийняла її релігію та перейшла до неї жити з Моава (куди Ноема з чоловіком тимчасово переселилась з Ізраїля через голод) в Вифлеєм (Бейт-Лехем), де вони й оселились.
Рут розділяла з Ноемою весь тягар їхнього життя, збираючи колосся і приносячи їх свекрусі. Володар поля, поважний вифлеємлянин Вооз, дальній родич її померлого чоловіка, захоплений її доброчесністю і красою одружується з молодою Рут. У них народжується син Овид. Згідно з агадою, Рут в нагороду за своє чоловіколюбство дожила до днів свого праправнука царя Соломона, і дивувалась його мудрості, сидячи праворуч від нього під час суду. Правнуком Рут був цар Давид.
Рут стала символом праведного входження в єврейський народ, тому нерідко жінки, що проходять Ґіюр, обирають собі єврейське ім'я Рут.

## Біблійна історія
В епоху Суддів сусідні язичницькі народи постійно ворогували з ізраїльтянами. Та бували випадки, коли дехто з цих язичників приймав віру в Істинного Бога, і тоді ізраїльтяни вважали їх своїми єдиноплемінниками. Такою була моавитянка Руф.
У Вифлеємі юдейськім жив чоловік на ім'я Елимелех з дружиною Ноемою (івр. נָעֳמִי, «Наомі»). У них було двоє синів: Махлон і Хілеон. Через голод Елимелех був змушений з родиною переселитися на поля моавитські. Там Елимелех незабаром помер. Його сини одружилися з моавитянками Орфою (івр. עָרְפָּה‎‎, «Арепа») та Рутою, прожили з ними не більше десяти років і теж померли. Залишилась вдова Ноема з невістками.
Ноема, почувши, що Господь послав багатий урожай на землю Ізраїльську, вирішила повернутися на батьківщину. Пішли з нею й обидві невістки.
Дорогою Ноема стала вмовляти їх повернутися додому, вона казала їм: «Ідіть, повертайтесь обидві до своїх матерів. Нехай Господь учинить ласку вам за те, як ви повелися з померлими і зі мною». І поцілувала їх. Та невістки ридали і плакали і не хотіли з нею розлучатися. Та все ж одна з них, Орпа, зі слізьми послухалася Ноему і повернулася додому.
А Рут сказала: «Я житиму там, де й ти, твій народ буде моїм народом, твій Бог — моїм Богом; тільки смерть розлучить нас».
Ноема і Рут, прийшовши в землю Ізраїльську, поселились у місті Вифлеємі і харчувалися колоссям, яке Рут підбирала колоски на зжатих ланах. Цього було досить для прожиття, адже в Законі Господньому написано: «Коли збиратимеш збіжжя на землі твоїй, не дожинай до краю поля твого, і залишене від жнива твого не підбирай; залиш бідному і прибульцеві» (4 М.  19, 9–10).
Господь Бог винагородив Рут за її прихильність і шанобливість до своєї свекрухи. В ізраїльтян був закон: якщо хтось з них помирав, не наживши дітей, то найближчий родич мусив одружитися з удовою спочилого, і діти від цього шлюбу вважались дітьми померлого. Цей закон називався законом діверства (лівератний шлюб).
У цей час у Вифлеємі жив багатий чоловік Вооз (івр. בועז, «Боаз»), родич померлого чоловіка Рути. За законом діверства Вооз одружився з бідною моавитянкою Рутою. Коли в них народився син Овид, жінки казали Ноемі: «І сказали жінки до Ноомі: Благословенний Господь, що не позбавив тебе сьогодні родича! І буде славним ім'я його серед Ізраїля.» (Рут 4:14). Ноема раділа і була нянькою Овида.
Ім'я ж Овида справді зажило слави в Ізраїлі, бо він був батьком Єссея, батька царя Давида.